# Persone di nome Andrew/Calciatori
| Questa pagina contiene informazioni ricavate automaticamente dalle voci biografiche con l'ausilio del template Bio e di un bot. L'aggiornamento è periodico e automatico e ricostruisce completamente la pagina. Se manca una persona in questa lista, sei pregato di non aggiungerla, ma accertati piuttosto che la sua voce biografica contenga il template Bio e che i dati anagrafici siano correttamente compilati. Se il template Bio manca, inseriscilo tu stesso o, in alternativa, metti l'avviso {{tmp\|Bio}} che ne segnala la mancanza. Se i dati riportati sono sbagliati, correggi direttamente la voce biografica; le modifiche saranno visibili in questa lista entro pochi giorni. Per chiarimenti vedi il progetto antroponimi. La lista contiene solo le 112 persone che sono citate nell'enciclopedia e per le quali è stato implementato correttamente il template Bio. Pagina aggiornata al 22 giu 2025. |

Questa è una lista di persone presenti nell'enciclopedia che hanno il nome Andrew e sono calciatori.

## A(5)
- Andy Aitken, calciatore scozzese (Cathcart, n. 1919 - Glasgow, † 2000)
- Andrew Aitken, calciatore e allenatore di calcio scozzese (Ayr, n. 1877 - Newcastle upon Tyne, † 1955)
- Andrew Amos, calciatore inglese (Londra, n. 1863 - Londra, † 1931)
- Andrew Anderson, calciatore scozzese (Airdrie, n. 1909 - † 1991)
- Andy Auld, calciatore scozzese (Stevenston, n. 1900 - Johnston, † 1977)

## B(11)
- Andrew Barisic, calciatore australiano (Canberra, n. 1986)
- Andrew Barron, ex calciatore neozelandese (Invercargill, n. 1980)
- Andy Beattie, calciatore e allenatore di calcio scozzese (Kintore, n. 1913 - Nottingham, † 1983)
- Andrew Bevin, calciatore neozelandese (Napier, n. 1992)
- Andy Black, calciatore scozzese (Stirling, n. 1917 - † 1989)
- Andy Blair, ex calciatore scozzese (Kirkcaldy, n. 1959)
- Andrew Boyens, ex calciatore neozelandese (Dunedin, n. 1983)
- Andy Boyle, calciatore irlandese (Palmerstown, n. 1991)
- Andy Brennan, calciatore australiano (Hobart, n. 1993)
- Andrew Brody, calciatore statunitense (Orlando, n. 1995)
- Andy Burgin, ex calciatore inglese (Sheffield, n. 1947)

## C(5)
- Andy Campbell, ex calciatore inglese (Middlesbrough, n. 1979)
- Andy Carroll, calciatore inglese (Gateshead, n. 1989)
- Andrew Chichirua, calciatore vanuatuano (n. 1986)
- Drew Conner, ex calciatore statunitense (Cary, n. 1994)
- Andy Cunningham, calciatore e allenatore di calcio scozzese (Galston, n. 1891 - Glasgow, † 1973)

## D(5)
- Andrew da Silva Ventura, calciatore brasiliano (Duque de Caxias, n. 2001)
- Andy Dorman, ex calciatore gallese (Chester, n. 1982)
- Andrew Driver, ex calciatore inglese (Oldham, n. 1987)
- Andy Drury, ex calciatore inglese (Sittingbourne, n. 1983)
- Andrew Durante, ex calciatore australiano (Sydney, n. 1982)

## F(5)
- Andrew Farrell, calciatore statunitense (Louisville, n. 1992)
- Morato, calciatore brasiliano (Francisco Morato, n. 1992)
- Andy Fisher, calciatore inglese (Wigan, n. 1998)
- Andrew av Fløtum, ex calciatore faroese (Tórshavn, n. 1979)
- Andrew Mobberly, calciatore samoano (Auckland, n. 1992)

## G(4)
- Andy Garner, ex calciatore inglese (Stonebroom, n. 1966)
- Andrew David Gray, ex calciatore scozzese (Harrogate, n. 1977)
- Andy Griffin, ex calciatore britannico (Higher End, n. 1979)
- Andrew Gutman, calciatore statunitense (Hinsdale, n. 1992)

## H(9)
- Andy Halliday, calciatore scozzese (Glasgow, n. 1991)
- Andrew Hannah, calciatore scozzese (Renton, n. 1864 - Glasgow, † 1940)
- Andrew Hernandez, calciatore gibilterriano (Gibilterra, n. 1999)
- Andy Hinchcliffe, ex calciatore inglese (Manchester, n. 1969)
- Andrew Hjulsager, calciatore danese (Amager, n. 1995)
- Andrew Hogg, ex calciatore inglese (Kingston upon Thames, n. 1985)
- Andrew Hoole, calciatore australiano (Newcastle, n. 1993)
- Andrew Hughes, calciatore gallese (Cardiff, n. 1992)
- Andy Hunt, ex calciatore inglese (Thurrock, n. 1970)

## J(5)
- Andrew Jacobson, ex calciatore e ex giocatore di calcio a 5 statunitense (Palo Alto, n. 1985)
- Andrew Jean-Baptiste, calciatore statunitense (Brooklyn, n. 1992)
- Andrew James Johnson, ex calciatore gallese (Bristol, n. 1974)
- Andrew Johnson, ex calciatore inglese (Bedford, n. 1981)
- Andrew Jung, calciatore francese (Remiremont, n. 1997)

## K(1)
- Andy Keogh, ex calciatore irlandese (Dublino, n. 1986)

## L(5)
- Andy Legg, ex calciatore e allenatore di calcio gallese (Neath, n. 1966)
- Andrew Lepani, calciatore papuano (Port Moresby, n. 1979)
- Andrew Little, ex calciatore nordirlandese (Enniskillen, n. 1989)
- Andrew Lonergan, calciatore inglese (Preston, n. 1983)
- Andy Lyons, calciatore irlandese (Naas, n. 2000)

## M(7)
- Andrés Mack, calciatore australiano (Canberra, n. 1876 - Vicente López, † 1936)
- Andrew Mate, calciatore ungherese (Budapest, n. 1940 - Ungheria, † 2012)
- Andy McEvoy, calciatore irlandese (Dublino, n. 1938 - † 1994)
- Andy McLaren, ex calciatore scozzese (Glasgow, n. 1973)
- Andrew McNeil, ex calciatore scozzese (Edimburgo, n. 1987)
- Andrew Moran, calciatore irlandese (Dublino, n. 2003)
- Andrew Mwesigwa, ex calciatore ugandese (Kamuli, n. 1984)

## N(1)
- Andrew Nabbout, calciatore australiano (Melbourne, n. 1992)

## O(4)
- Andy O'Brien, ex calciatore inglese (Harrogate, n. 1979)
- Andrew Omobamidele, calciatore irlandese (Dublino, n. 2002)
- Andrew Ornoch, ex calciatore canadese (Varsavia, n. 1985)
- Andrew Oyombe, ex calciatore keniota (n. 1985)

## P(5)
- Andrew Páez, ex calciatore venezuelano (Mérida, n. 1968)
- Andy Pape, ex calciatore inglese (Hammersmith, n. 1962)
- Andrew Parkinson, ex calciatore sudafricano (Johannesburg, n. 1959)
- Andrew Privett, calciatore statunitense (Fallston, n. 2000)
- Andy Provan, calciatore scozzese (Greenock, n. 1944 - Torquay, † 2023)

## R(7)
- Andrew Rabutla, ex calciatore sudafricano (n. 1971)
- Andrew Redmayne, calciatore australiano (Gosford, n. 1989)
- Andy Rhodes, ex calciatore e allenatore di calcio scozzese (Doncaster, n. 1964)
- Andy Rinomhota, calciatore zimbabwese (Leeds, n. 1997)
- Andy Ritchie, ex calciatore scozzese (Bellshill, n. 1956)
- Andrew Robertson, calciatore scozzese (Glasgow, n. 1994)
- Andy Russell, calciatore inglese (Southampton, n. 1987)

## S(11)
- Andy Saville, ex calciatore inglese (Kingston upon Hull, n. 1964)
- Andrew Setefano, calciatore samoano (n. 1987)
- Andrew Shinnie, calciatore scozzese (Aberdeen, n. 1989)
- Andrew Sinkala, ex calciatore zambiano (Chingola, n. 1979)
- Andy Sinton, ex calciatore inglese (Cramlington, n. 1966)
- Andy Smith, ex calciatore nordirlandese (Lisburn, n. 1980)
- Eugene Sseppuya, ex calciatore ugandese (Kampala, n. 1983)
- Andrew Stadler, ex calciatore statunitense (Wauwatosa, n. 1988)
- Andy Straden, calciatore statunitense (Bothwell, n. 1897 - Filadelfia, † 1967)
- Andrew Surman, ex calciatore inglese (Johannesburg, n. 1986)
- Andrew Swann, calciatore scozzese (Dalbeattie, n. 1878)

## T(7)
- Andrew Tarbell, calciatore statunitense (Mandeville, n. 1993)
- Andrew Taylor, ex calciatore inglese (Hartlepool, n. 1986)
- Andrew Tembo, ex calciatore zambiano (Lusaka, n. 1971)
- Andrew Teuten, calciatore uruguaiano (Montevideo, n. 1998)
- Andy Todd, ex calciatore inglese (Derby, n. 1974)
- Andy Townsend, ex calciatore irlandese (Maidstone, n. 1963)
- Andrew Tucker, ex calciatore sudafricano (n. 1968)

## U(1)
- Andrew Uwe, ex calciatore nigeriano (n. 1967)

## V(1)
- Andrew Vanzie, calciatore giamaicano (n. 1990)

## W(12)
- Andrew Waterworth, ex calciatore nordirlandese (Crossgar, n. 1986)
- Andrew Watson, calciatore scozzese (Georgetown, n. 1856 - Londra, † 1921)
- Andrew Weber, ex calciatore statunitense (Austin, n. 1983)
- Andy Webster, ex calciatore scozzese (Dundee, n. 1982)
- Andrew Wiedeman, ex calciatore statunitense (San Ramon, n. 1989)
- Andy Wilkinson, ex calciatore inglese (Stone, n. 1984)
- Andrew Williams, ex calciatore canadese (Toronto, n. 1977)
- Andrew Williams, calciatore inglese
- Andy Williams, ex calciatore inglese (Bristol, n. 1977)
- Andrew Wilson, calciatore e allenatore di calcio britannico (Newmains, n. 1896 - † 1973)
- Andy Winter, calciatore scozzese (Wishaw, n. 2002)
- Andrew Wooten, calciatore statunitense (Bamberga, n. 1989)

## Y(1)
- Andy Yiadom, calciatore inglese (Londra, n. 1991)